# Erotic Cakes
Erotic Cakes é o primeiro álbum gravado pelo guitarrista inglês Guthrie Govan. Lançado em 2006, o álbum instrumental é focado na guitarra percorre estilos como fusion, free jazz, blues e rock. Segundo Guthrie, o álbum foi batizado em homenagem a um episódio do desenho animado The Simpsons, e que a banda com a qual ele se apresenta ao vivo passou a ser chamada simplesmente de "Erotic Cakes" depois disso.
A canção "Waves" foi ranqueada, em 2019, como a 24ª melhor canção instrumental de guitarra pela revista japonesa Young Guitar Magazine.

## Faixas
| N.º | Título                     | Duração |  |
| 1.  | "Waves"                    | 5:10    |  |
| 2.  | "Erotic Cakes"             | 3:52    |  |
| 3.  | "Wonderful Slippery Thing" | 3:22    |  |
| 4.  | "Ner Ner"                  | 8:06    |  |
| 5.  | "Fives"                    | 4:38    |  |
| 6.  | "Uncle Skunk"              | 5:31    |  |
| 7.  | "Sevens"                   | 5:59    |  |
| 8.  | "Eric"                     | 5:07    |  |
| 9.  | "Slidey Boy"               | 4:37    |  |
| 10. | "Rhode Island Shred"       | 2:20    |  |
| 11. | "Hangover"                 | 6:32    |  |

## Integrantes
- Guthrie Govan – guitarra
- Seth Govan – baixo
- Pete Riley – bateria
- Andy Noble – órgão hammond